# بصل الزير
بصل الزير أو حَلحَل جميل أو قِيْسَامَه هو نبات معمر بصلي من جنس حلحل. يزرع أحيانًا نباتاً للزينة. يعلو من 10 إلى 30 سم. أوراقه عصفية منتصبة مخددة جامدة النصل البحري اللون. أزهارها كثيفة عنقودية التجميع هرمية الشكل. ضروبه عديدة منها الأزرق والليلكي والأبيض. إزهراره يستمر من آذار إلى أيار.